# Turfsingel (Gouda)

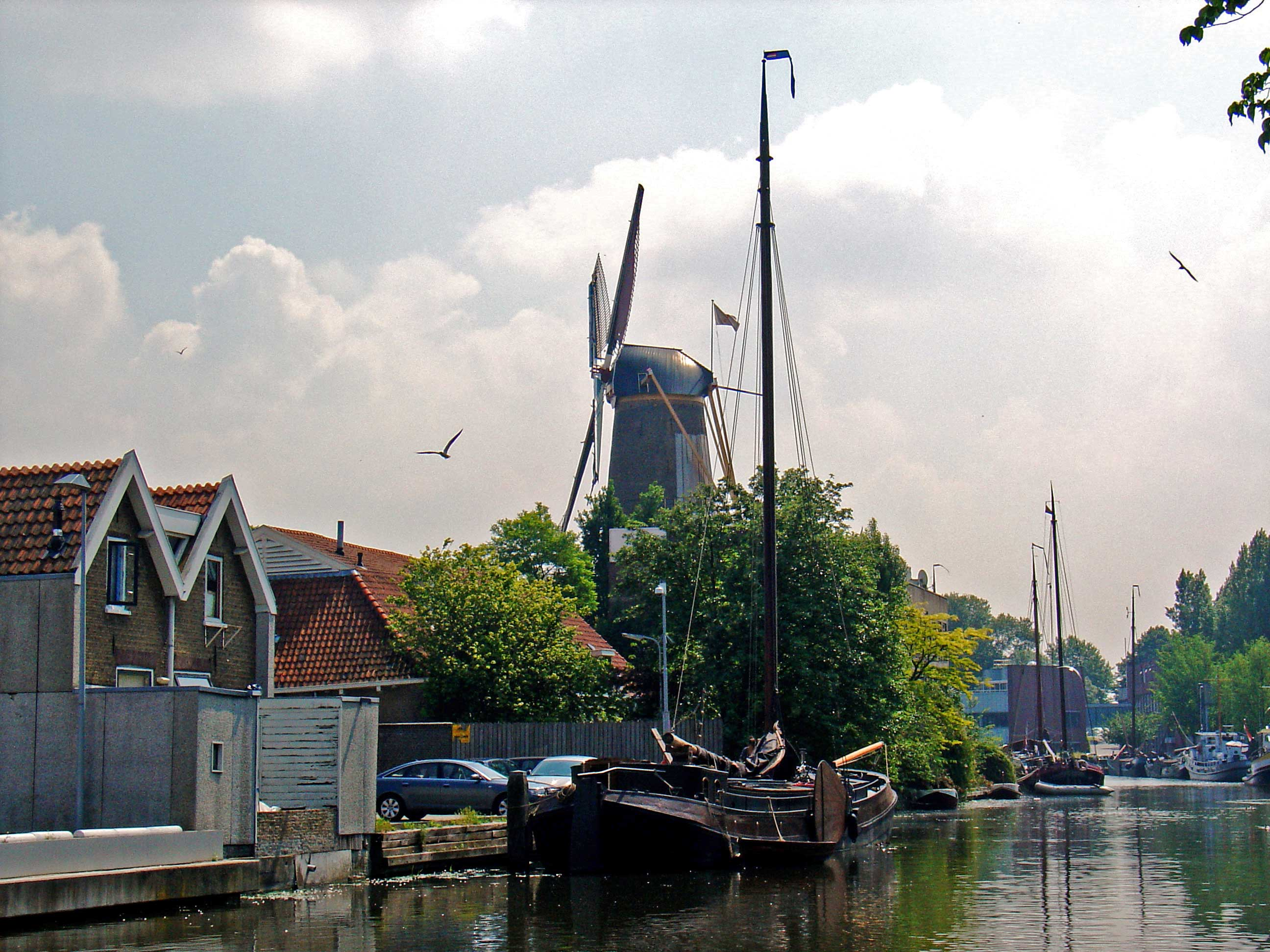
De Turfsingel (met de molen de Roode Leeuw) te Gouda

De Turfsingel in de Nederlandse plaats Gouda is een van de vier stadsgrachten van de oude binnenstad. De Turfsingel ligt tussen de Kattensingel en de Hollandse IJssel.
De Turfsingel, Kattensingel, Blekerssingel en de Fluwelensingel vormden de stadsgrachten ter verdediging van de ommuurde binnenstad van Gouda. De Turfsingel werd reeds in een verordening van 29 december 1674 met deze naam genoemd, toen het stadsbestuur een Waerschouwinge uitgaf met het verbod om turf te stelen uit de schuren aan de Turfsingel. Voor die tijd (maar ook daarna nog wel) werd deze singel meestal aangeduid als de Cingel buiten de Dijckspoort, of als de Cingel tussen de Dijkspoort en de Potterspoort. De naam van deze singel is dan ook ontleend aan het gegeven dat de in de omgeving gewonnen turf in schuren aan deze singel werd opgeslagen.
Na de bouw van de Mallegatsluis in de jaren 1576 tot en met 1578 werd de Turfsingel op last van prins Willem van Oranje de doorgaande verbinding tussen de Hollandse IJssel en de Gouwe voor oorlogsschepen. In 1574 was bij het beleg van Leiden gebleken dat oorlogsschepen onvoldoende snel Gouda konden passeren. Het stadsbestuur hield de doorvaart van andere schepen aanvankelijk tegen. De koopvaardijschepen dienden via de Havensluis door de binnenstad van Gouda te varen. Onder druk van de steden Rotterdam en Amsterdam mocht vanaf 1598 ook de burgerscheepvaart gebruikmaken van de doorvaart langs Gouda via de Mallegatsluis en de Turfsingel, mits er een vergoeding betaald werd en het schip ten minste 36 uur in Gouda zou verblijven.
Straten en pleinen: Achter de Kerk · Achter de Vismarkt · Hoge Gouwe · Kleiweg · Lage Gouwe · Markt · Naaierstraat · Oosthaven · Spieringstraat · Tiendeweg · Turfmarkt · Westhaven

Sluizen: Donkere sluis · Hanepraaisluis · Havensluis · Ir. De Kock van Leeuwensluis · Julianasluis · Mallegatsluis · Moordrechtse Verlaat · Waaiersluis

Grachten en singels: Gouwe · Haven · Karnemelksloot · Turfmarkt · Turfsingel